# San Francisco Tepango
San Francisco Tepango är en ort i Mexiko.   Den ligger i kommunen Cohuecan och delstaten Puebla, i den sydöstra delen av landet, 80 km sydost om huvudstaden Mexico City. San Francisco Tepango ligger 1 923 meter över havet och antalet invånare är 802.
Terrängen runt San Francisco Tepango är lite bergig. Runt San Francisco Tepango är det ganska tätbefolkat, med 86 invånare per kvadratkilometer. Närmaste större samhälle är Yecapixtla, 17,9 km väster om San Francisco Tepango. I omgivningarna runt San Francisco Tepango växer huvudsakligen savannskog.